# Richard Addinsell
Richard Addinsell (Londres, 13 de Janeiro de 1904 – Londres, 14 de Novembro de 1977) foi um compositor inglês. A sua obra mais conhecida é o “Concerto Varsóvia”, escrito para o filme Suicide Squadron (Dangerous Moonlight) de 1941. Tendo trabalhado em Hollywood no início da década de 1930, voltou ao seu país de origem onde compôs a música de alguns filmes notáveis, como Gaslight (“À média luz”, em Portugal) de 1940 ou “O Príncipe e a Corista” (“The Prince and the Showgirl”, de 1957).

## Filmes em que participou
- Dark Journey, 1937
- Farewell Again / Troopship, 1937
- Fire over England, 1937
- The Beachcomber / Vessel of Wrath, 1938
- South Riding, 1938
- Goobbye, Mr Chips, 1939
- The Lion has Wings, 1939
- Gaslight / Angel Street, ("À Média Luz", em Portugal) 1940
- Dangerous Moonlight / Suicide Squadron, 1941
- Love on the Dole, 1941
- Blithe Spirit, 1945
- The Passionate Friends, 1949
- Under Capricorn, 1949
- The Black Rose, 1950
- A Christmas Carol / Scrooge, 1951
- Tom Brown's Schooldays, 1951
- Encore,	1952
- Beau Brummel, 1954
- The Prince and the Showgirl, 1957
- A Tale of Two Cities, 1958
- Macbeth, 1960
- Loss of Innocence / The Greengage Summer, 1961
- The Roman Spring of Mrs. Stone, 1961
- Waltz of the Toreadors / Amorous General, 1962
- The War Lover, 1962
- Macbeth, 1963
- Life at the Top, 1965
- The Sea Wolves,1980